# Штейн, Герман фон
Герман Кристлиб Маттеус фон Штейн (нем. Hermann Christlieb Matthäus Stein; 13 сентября 1854, Веддерштедт, провинция Саксония, Германский союз — 26 мая 1927, Клостер-Ленин, Бранденбург, Веймарская республика) — военный министр королевства Пруссия в 1916—1918 годах, генерал артиллерии.

## Биография
Родился 13 сентября 1854 года в Веддерштедте в семье пастора Германа Роберта Штейна и его жены Юлии Фредерики Мейер.
В 1873 году поступил на военную службу в 3-й полк тяжёлой артиллерии «General Feldzeugmeister». 12 октября 1875 года получил звание второго лейтенанта. В 1883 году закончил военную академию. В мае этого же года женился на Элизе Мейер.
20 сентября 1890 года был удостоен звания капитана. С 1894 года на службе в штабе 34-й дивизии. 20 мая 1896 года получил звание майора. В 1901 году назначен командиром 1 лотарингского полка тяжёлой артиллерии. С 1902 года — подполковник, с 15 сентября 1905 года — полковник. В 1908 году произведён в обер-квартирмейстеры германского генерального штаба. В 1910 году получил звание генерал-майора. В 1912 году назначен командиром 41-й пехотной дивизии. За успехи в военном деле Штейн 22 апреля 1912 года был удостоен звания генерал-лейтенанта. До начала Первой мировой войны служил в оперативном отделении прусского генерального штаба. Несмотря на то, что по происхождению был бюргером, генерал-лейтенант Штейн в июне 1913 года в честь 25-й годовщины восхождения на престол Вильгельма II получил дворянский титул.
С начала Первой мировой войны — заместитель начальника германского генерального штаба фон Мольтке. В сентябре 1914 года по личному желанию был отправлен на Западный фронт, где принял командование XIV резервным корпусом. Через два года был отозван в Берлин и назначен начальником генерального штаба Рейхсхеера.
С 10 октября 1918 года — в резерве, с декабря — в отставке. Умер 26 мая 1927 года в Клостер-Ленине от сердечного приступа.

## Труды
- Erlebnisse Und Betrachtungen Aus Der Zeit Des Weltkrieges (Размышления и пережитое во время мировой войны). — 1919[2].
- Bethmann Hollweg, Theobald von; Stein, Hermann Christlieb Matthäus von; Helfferich Karl; Gröner, Wilhelm. Vaterländischer Hilfsdienst: Reden zur Vorlage des Gesetzes im Reichstag (Отечественная вспомогательная служба: речь на рассмотрении законопроекта в Рейхстаге), 1916[2].
- Der rigasche Börsen-comité in den jahren 1816 bis 1866. (Действия рижского биржевого комитета в 1816—1866 годах) — Riga, Druck der Livländischen gouvernements-typographie, 1866, 200 pages[2]
- Das Buch Vom Grossen Krieg (Книга о Великой Войне), Volume III, 1917[2].